# Тонкочеревець смугастий
Тонкочеревець смугастий (Sympetrum striolatum) — вид бабок родини справжніх бабок (Libellulidae).

## Поширення
Вид поширений в Європі, Північній Африці та помірній Азії на схід до Японії. В Україні вид поширений в більшості областей. Мешкає поблизу стоячих та повільних водойм.

## Опис
Довжина 35-44 мм, черевце 20-30 мм, заднє крило 24-30 мм. Самець має цегельно-червоне черевце. Біля заднього краю кожного сегмента є чорні крапки з жовтою облямівкою. Самиця жовтувато-коричневого кольору. У обох статей на ногах жовті смуги.